# Lake Forest (Kalifornien)
Lake Forest ist eine Stadt im Orange County im US-Bundesstaat Kalifornien, Vereinigte Staaten, mit 	85.858 Einwohnern (Stand: 2020). Die geographischen Koordinaten sind: 33,63° Nord, 117,70° West. Das Stadtgebiet hat eine Größe von 32,7 km².

## Söhne und Töchter der Stadt
- Brian Krause (* 1969), Schauspieler
- Christine Woods (* 1983), Schauspielerin
- Ryan Lasch (* 1987), Eishockeyspieler

- Desiree Nguyen, Handball- und Beachhandballspielerin
- Horse the Band (gegründet 1999), Post-Hardcore/Metalcore-Band